# 查尔斯·多默里
查尔斯·多默里（英語：Charles Domery），又名查尔斯·多默兹（Charles Domerz），出生于1778年，逝世时间和地点不详，是一位以异常大的胃口而知名的波兰军人。于对抗法国期间在普鲁士皇家陆军服役时，他发现军中口粮供应不足，于是选择开小差加入法蘭西革命軍来换取食物。
在法军服役期间，他虽然总体上身体还算健康，但在食欲上卻無法節制，会吃掉任何能够吃到的食物。驻扎在巴黎附近时，他创下了一年吃掉174只猫的纪录。虽然不喜欢吃蔬菜，但要是没能找到其他食物，他会每天吃掉四至五磅（1.8至2.3公斤）草。在法国护卫舰奥什号（Hoche）上服役期间有船员被炮火炸断了腿，多默里甚至试图要将這腿吃掉，直到被别的船员抢走并扔进了大海。
1799年2月，奥什号被英国军队俘虏，船上包括多默里在内的水手都被拘留在利物浦。多默里贪婪的食欲让英军大为震惊，虽然提供给他的口粮定量已经是其他戰俘的十倍，但他仍然在不停地找“食物”，他吃掉了监狱里的猫，还有至少20只老鼠进了他的囚室后就再也没出现过，监狱里的蜡烛也被他吃了一支又一支。多默里的事迹引起了“照顾伤病水手与照顾和治疗战俘委员会”（The Commissioners for taking Care of Sick and Wounded Seamen and for the Care and Treatment of Prisoners of War）的关注，并为弄清其食量而做了次实验。在一天的时间里，多默里吃掉了共计7.3公斤的牛乳房、牛肉和牛脂，并且都是生食，还有4瓶波特啤酒，他不但把这些全部都吃了下去，而且这一整天都没有排便和排尿或呕吐。

## 外表和行为
查尔斯·多默里又名查尔斯·多默兹，于1778年某个时间:26出生在波蘭立陶宛的本奇（Benche），从13岁时开始，多默里的胃口就异常的大:26。他有八个兄弟，且据他所说在胃口方面都有同样的情况:303。多默里回忆称自己的父亲也吃得很多，通常喜欢吃半生半熟的肉，只是那时自己年纪尚幼，实在记不得爸爸一顿到底要吃多少:31。多默里所记得家中出现的唯一病症是年幼时爆发的一场天花，不过全家都得以幸存:31。
虽然饮食习惯以及面对食物时的行为表现都非同寻常，但据多位大夫的描述都称多默里为中等体型:303，身高较高，有1.91米:29。他有一头棕色的长发，眼珠是灰色:30，皮肤光滑:31，其他人描述他看上去“和颜悦色”:30。大夫经过观察认为多默兹虽然目不识丁，但没有精神疾病的迹象，战友和研究过他的监狱医生都认为他的智商水平正常:32:303。虽然吃下的食物很多，但进行研究的大夫却发现他从来都没有呕吐过:28，即便吃下大量烘烤或水煮的肉类也不例外:32。他没有表现出任何外在的不健康迹象，对他进行观察的大夫指出其双眼活动正常，舌头上也干净:29。他的脉搏通常在每分钟84次左右，体温也正常:31。他身上的肌肉强健度一般，但据大夫观察要比一般人弱，不过在军中服役时，他曾一天行军42公里，并且没有表现出任何的不良反应:32。
通过观察发现，多默里一般在晚上20点左右上床后会立即开始大量流汗:30，并且会持续一到两个小时，这一期间他会一直保持清醒，然后才会入睡，而且无论上床前吃了什么，吃了多少，到了凌晨一点左右他又会醒过来并且饿得不得了:30。这个时候他什么食物都吃，没东西吃的话就会抽烟:30，到凌晨两点左右，他会再度入睡，再在清晨五点到六点间挥汗如雨地醒来，只要没再睡在床上就会停止流汗，等到吃东西的时候再又开始流:31。

## 服兵役
13岁那年，多默里应征进入普鲁士皇家陆军，他所在的部队于第一次反法同盟结成期间围攻蒂永维尔:32。普鲁士军队这时正面临军粮短缺的困境，多默里对此不堪忍受，他进入蒂永维尔后向法国指挥官投降，后者奖励了他一个大西瓜，多默里当场就和着皮一起吃了:32。这位将军接下来又给了他各种各样的食品，他全部都马上吃掉了:32。
多默里接下来加入了法国革命军:32，新战友们都对他巨大的胃口和不同寻常的饮食习惯震惊不已:26。他的口粮是别人的两倍，还会在任何可能的情况下用自己的报酬购买额外的食物:26，尽管如此，他的食欲还是没能得到满足，随军驻扎在巴黎附近期间，多默里在一年的时间里就吃掉了174只猫，只剩下皮和骨头，并且要是找不到别的食物，不喜欢蔬菜的他一天还要吃掉1.8至2.3公斤的草:26。

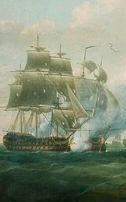
多默里曾在这艘奥什号上服役，并随船一起被英军俘虏

与煮熟的肉相比，多默里更喜欢吃生的，他最喜欢的菜肴是生的公牛肝，还会吃掉任何能吃到的肉:303。在法国护卫舰奥什号服役时，一位水手的腿被炮火炸断，多默里抓起这条断腿就开始吃，直到另一位船员从他手中抢过并将之扔到海里:27。

## 被俘
1798年10月，一支英国皇家海军舰队在爱尔兰附近海域俘获了奥什号，包括多默里在内的一众船员被送到利物浦附近的战俘营进行关押:302。英军看守对多默里的胃口大为震惊并同意给他双份口粮:303。这显然是不够的，他的口粮与日俱增，最终达到10人的份量:27。这一期间战犯的口粮需由其服役部队效忠的祖国来支付，一名法国战俘每天的口粮标准为740克面包、230克蔬菜，再加上57克黄油或是170克干酪。
多默里还是饿，根据纪录他又吃掉了监狱里的猫，还有至少20只误入他囚室的老鼠。要是有囚犯不愿意服用医务室发放的药品，多默里也会代劳，但却没有因此而出现任何副作用:27。另据记载，他还经常会吃掉监狱的蜡烛，要是他的啤酒定量给喝光了，他就会喝水来帮助下咽食物:27。（这一时期由于卫生条件差，并且基础设施也因战争而受到破坏，欧洲军队强烈建议军人们不要喝水，免担患上经水传播疾病的风险。发放给军人的口粮中会带有轻度酒精饮料，如酒精含量很低的小啤酒，或是经稀释的朗姆酒，不然就会选择饮茶和咖啡，因为冲泡之前都会先把水烧开。）

## 实验对象
监狱的指挥官把多默里的情况报告后引起了“照顾伤病水手与照顾和治疗战俘委员会”的注意，该委员会当时负责英国皇家海军的所有医疗服务，并对战俘的福利待遇进行监督。委员会成员约翰斯坦医师和英国爱丁堡皇家内科医学院（Royal College of Physicians of Edinburgh）研究员科克伦博士（Dr Cochrane）进行了一项实验来确定多默里的食量以及对非常规食物的耐受能力:28:303。他们于清晨4点叫醒了多默里，并给了他1.8公斤生的牛乳房，后者毫不犹豫地吃掉了。上午9点半，他又拿到了2.3公斤生牛肉和12支牛脂做成，重453克的大蜡烛，还有一瓶波特啤酒，这些也全被他消灭了:28。中午13点，多默里又拿到了2.3公斤牛肉，453克牛脂蜡烛和三大瓶波特啤酒，这些照样被他解决了。整个实验过程中，他一直都没有排便和排尿，也没有出现过呕吐症状，他的脉搏保持着正常速度，皮肤温度也没有发生变化:28。实验结束后，多默里于下午18点15分回到自己的囚室，记录显示他“显得特别高兴”，一边欢呼、一边跳舞、一边抽烟，并且还喝着另一瓶波特啤酒:28。
造成多默里食量如此之大的原因尚不清楚。虽然这一时期也存在其他类似行为的记录，例如进行过验尸的塔拉里，但没有任何一起记录下来的现代多食症案例像多默里这样极端:312。甲状腺功能亢进症可能诱发极大的食欲和体重的快速下降，有专家推测，多默里的症状可能是因杏仁核或腹内侧核受损而导致:313，已知动物在伤及杏仁核或腹内侧核时会引发多食症:313。
多默里及其他被俘的奥什号船员之后的情况没有记录，获释后他究竟是回到了法国或波兰，还是留在利物浦也无从得知。查尔斯·多默里的故事曾于1852年引起了英国作家查尔斯·狄更斯的注意并因此而短暂回到公众的视野。狄更斯认为，让一个多默里这样的人到德鲁里巷的舞台上当众用餐，效果一定远胜于单纯的一部悲剧，因为他咀嚼的是有益健康的牛肉，而不是虚无飘渺的词语。